# Rodolfo Larumbe
Rodolfo Larumbe (n. ca. 1948-Buenos Aires, 29 de agosto de 2022), fue un cantante de música folklórica de Argentina, con registro de tenor, segundo tenor del Quinteto Tiempo.

## Trayectoria
Rodolfo Larumbe ingresó en 1969 al Quinteto Vocal Tiempo, un grupo de La Plata fundado en 1966, en reemplazo de Carlos D'Ovidio, quedando integrado en ese momento por el propio Larumbe, junto a Alejandro Jáuregui, Eduardo Molina, Guillermo Masi y Alfredo Sáenz.
Ese año habían sido contratados para actuar en el Festival de Cosquín, el más importante de la música folklórica de Argentina y realizron su primera grabación, en el álbum Promoción 69 (1969), junto a otras figuras destacadas del Festival de Cosquín de ese año, donde interpretan "Pobladora de luz" y "Refalosa del adiós". En 1970 grabaron su primer simple, para el sello Musicamundo, con los temas "La raíz de tu grito" y "Te recuerdo Amanda" (V. Jara). Ese mismo año graban "Canción con todos" junto a César Isella, autor de la música.
En abril de 1971 obtuvieron el tercer premio en el Primer Festival de la Nueva Canción Argentina con los temas "Poema para despertar a un niño" de Alfredo Rubio y Jorge Cumbo. Graban "Breve historia de Juan" con Chañy Suárez y César Isella, incluido en el álbum Hombre en el Tiempo de este último; participan en el histórico espectáculo Las Ruinas del Olvido, de Armando Tejada Gómez, realizado en las Misiones Jesuíticas de San Ignacio.
Luego de algunos cambios de integrantes, en 1971 la formación se estabilizó con Alejandro Jáuregui, Eduardo Molina, Rodolfo Larumbe, Ariel Gravano, Santiago Suárez, con la dirección de Carlos Groisman. Esta formación se mantendría estable y sin cambios en adelante, circunstancia inusual entre los grupos musicales. 
En 1972 adoptaron el nombre Quinteto Tiempo y grabaron su primer álbum El río está llamando (1973), tomando para título una canción de Julio Lacarra sobre la insurrección popular conocida como el Cordobazo.
A partir de 1975 y sobre todo con la dictadura instalada en 1976 el grupo sufrió amenazas y censura, lo que le impidió difundir su trabajo en Argentina. Con esas restricciones grabaron entre 1975 y 1982 cinco álbumes y participaron en festivales internacionales y trabajos en conjunto con otros importantes artistas latinoamericanos.
En 1984, con la recuperación de la democracia en Argentina, volvieron a poder lanzar un álbum en su país, su séptimo trabajo propio, titulado simplemente Quinteto Tiempo. Desde entonces se destacó su obra de difusión de la nueva canción latinoamericana (Vamos a andar) y Quinteto Tiempo canta a Armando Tejada Gómez (2002).

## Obra

### Álbumes

#### Con el Quinteto Tiempo
1. El río está llamando, EMI-Odeón, Buenos Aires, 1973
2. Quinteto Tiempo Vol 2, EMI-Odeón, Buenos Aires, 1975 (prohibido en Argentina y distribuido sólo en el exterior)
3. El pueblo unido, Amiga RD, Alemania, ? (prohibido en Argentina y distribuido sólo en el exterior)
4. Quinteto Tiempo Vol 3, EMI-Odeón, Buenos Aires, 1975 (prohibido en Argentina y distribuido sólo en el exterior)
5. Canto del pueblo argentino, Love Records, Finlandia, 1978
6. De lejos vengo, Yasi Musical, Paraguay, 1982
7. Quinteto Tiempo, EMI, 1984
8. Vamos a andar, Todas las voces
9. ...y otras pasiones,
10. Somos lo que éramos, Fonocal, 1993
11. QT canta a Armando Tejada Gómez, Fonocal, 2002
12. Éramos lo que somos, Fonocal
13. Vivo, Fonocal, 2004
14. Antológico, Fonocal, 2006